# Бихівська сільська рада
Бихівська сільська рада — колишня адміністративно-територіальна одиниця та орган місцевого самоврядування в Любешівському районі Волинської області з адміністративним центром у селі Бихів.
Припинила існування 30 листопада 2017 року через приєднання до Любешівської селищної громади Волинської області. Натомість утворено Бихівський старостинський округ при Любешівській селищній громаді.

## Загальні відомості
Історична дата утворення: в 1968 році.

## Населені пункти
Сільській раді підпорядковувались населені пункти:
- с. Бихів
- с. Хутомир

## Склад ради
Загальний склад ради: 12 депутатів. Голова сільради — Андрусик Сергій Стефанович.

### Керівний склад ради
| ПІБ                              | Основні відомості                                                                     | Дата обрання          | Дата звільнення |
| -------------------------------- | ------------------------------------------------------------------------------------- | --------------------- | --------------- |
| Андрусик Сергій Стефанович       | Сільський голова, 1974 року народження, освіта незакінчена вища                       | 26.03.2006 13.11.2015 | 31.10.2010      |
| Литвинчук Анатолій Володимирович | Сільський голова, 1972 року народження, освіта незакінчена вища, член Партії регіонів | 31.10.2010            | 13.11.2015      |

Примітка: таблиця складена за даними джерела

### Партійна приналежність
- Самовисування — 14 — 87,5%
- Народна Партія — 1 — 6,3%
- Політична партія «УДАР (Український Демократичний Альянс за Реформи) Віталія Кличка» — 1 — 6,3%.[4]

Адреса Бихівської сільської ради: 44242, Волинська обл., Любешівський р-н, с. Бихів, вул. Шкільна, 11;

## Населення
Згідно з переписом УРСР 1989 року чисельність наявного населення сільської ради становила 1274 особи, з яких 607 чоловіків та 667 жінок.
За переписом населення України 2001 року в сільській раді мешкало 1355 осіб.

### Мова
Розподіл населення за рідною мовою за даними перепису 2001 року:
| Мова       | Відсоток |
| ---------- | -------- |
| українська | 99,48 %  |
| російська  | 0,37 %   |
| білоруська | 0,07 %   |